# Gran Premio motociclistico di Germania 1985
Il Gran Premio motociclistico di Germania fu il terzo appuntamento del motomondiale 1985.
Nell'alternanza dei circuiti utilizzati, quest'anno si svolse sull'Hockenheimring il 19 maggio 1985 e corsero tutte le classi in singolo, oltre ai sidecars.
Le vittorie furono di Christian Sarron in classe 500, Martin Wimmer in classe 250, August Auinger in classe 125, Stefan Dörflinger in classe 80 mentre tra i sidecar si impose l'equipaggio Werner Schwärzel/Fritz Buck.

## Classe 500
In una gara caratterizzata dalla pioggia, il pilota francese Christian Sarron, campione mondiale della classe 250 dell'anno precedente, ottiene la sua prima vittoria in questa categoria, precedendo lo statunitense Freddie Spencer e il britannico Ron Haslam. Si è trattato della prima vittoria di un pilota francese in classe regina dopo oltre trent'anni, da quella di Pierre Monneret al Gran Premio motociclistico di Francia 1954.
La classifica provvisoria del campionato vede in testa Spencer che precede il connazionale, nonché campione mondiale in carica, Eddie Lawson.

### Arrivati al traguardo
| Pos. | Pilota             | Moto   | Tempo    | Griglia | Punti |
| ---- | ------------------ | ------ | -------- | ------- | ----- |
| 1    | Christian Sarron   | Yamaha | 45.05.24 | 4       | 15    |
| 2    | Freddie Spencer    | Honda  | 45.16.83 | 1       | 12    |
| 3    | Ron Haslam         | Honda  | 45.20.59 | 5       | 10    |
| 4    | Eddie Lawson       | Yamaha | 45.45.34 | 2       | 8     |
| 5    | Didier de Radiguès | Honda  | 46.03.82 | 6       | 6     |
| 6    | Wayne Gardner      | Honda  | 46.04.73 | 7       | 5     |
| 7    | Robert McElnea     | Suzuki | 46.18.29 | 10      | 4     |
| 8    | Randy Mamola       | Honda  | 46.29.90 | 9       | 3     |
| 9    | Sito Pons          | Suzuki | 46.34.46 | 13      | 2     |
| 10   | Boet van Dulmen    | Honda  | 46.40.57 | 15      | 1     |
| 11   | Takazumi Katayama  | Honda  | 46.58.15 | 8       |       |
| 12   | Neil Robinson      | Suzuki | 1 giro   | 17      |       |
| 13   | Raymond Roche      | Yamaha | 1 giro   | 3       |       |
| 14   | Marco Gentile      | Yamaha | 1 giro   | 29      |       |
| 15   | Klaus Klein        | PVM    | 1 giro   | 23      |       |
| 16   | Eero Hyvärinen     | Honda  | 1 giro   | 19      |       |
| 17   | Manfred Fischer    | Honda  | 1 giro   | 22      |       |
| 18   | Georg-Robert Jung  | Suzuki | 1 giro   | 36      |       |
| 19   | Paul Iddon         | Suzuki | 1 giro   | 31      |       |
| 20   | Rainer Sautter     | Suzuki | 1 giro   | 38      |       |
| 21   | Peter Sköld        | Honda  | 1 giro   | 30      |       |
| 22   | Andreas Woditsch   | Yamaha | 1 giro   | 40      |       |
| 23   | Maarten Duyzers    | Suzuki | 1 giro   | 37      |       |
| 24   | Josef Ragginger    | Suzuki | 1 giro   | 39      |       |
| 25   | Fabio Biliotti     | Honda  | 1 giro   | 20      |       |
| 26   | Marco Papa         | Suzuki | 1 giro   | 25      |       |
| 27   | Peter Lindén       | Honda  | 1 giro   | 34      |       |
| 28   | Armando Errico     | Honda  | 1 giro   | 26      |       |
| 29   | Bohumil Stasa      | Honda  | 2 giri   | 42      |       |
| 30   | Keith Huewen       | Honda  | 2 giri   | 28      |       |

### Ritirati
| Pilota              | Moto       | Motivo | Griglia |
| ------------------- | ---------- | ------ | ------- |
| Dave Petersen       | Honda      |        | 18      |
| Gary Lingham        | Suzuki     |        | 41      |
| Mark Salle          | Suzuki     |        | 24      |
| Simon Buckmaster    | Suzuki     |        | 33      |
| Franco Uncini       | Suzuki     |        | 14      |
| Wolfgang von Muralt | Suzuki     |        | 12      |
| Gerold Fischer      | Suzuki     |        | 32      |
| Karl Tuchsess       | Honda      |        | 27      |
| Christian Le Liard  | Chevallier |        | 16      |
| Paolo Ferretti      | Honda      |        | 35      |
| Mike Baldwin        | Honda      |        | 11      |

## Classe 250
Come già nella classe superiore, lo statunitense Freddie Spencer era partito dalla pole position ma, anche in questo caso si è dovuto accontentare del secondo posto finale, alle spalle del tedesco Martin Wimmer e precedendo l'altro tedesco Anton Mang.
La classifica provvisoria del campionato vede in testa Wimmer davanti a Mang e Spencer.
Da registrare anche la terza consecutiva mancata qualificazione da parte dello spagnolo Ángel Nieto che deciderà di prendersi una pausa per guarire definitivamente dall'incidente occorsogli al Mugello l'anno precedente.
Da registrare anche i primi punti iridati per l'Aprilia grazie a Loris Reggiani.

### Arrivati al traguardo
| Pos. | Pilota               | Moto       | Tempo    | Griglia | Punti |
| ---- | -------------------- | ---------- | -------- | ------- | ----- |
| 1    | Martin Wimmer        | Yamaha     | 39.56.50 | 2       | 15    |
| 2    | Freddie Spencer      | Honda      | 40.07.53 | 1       | 12    |
| 3    | Anton Mang           | Honda      | 40.15.90 | 3       | 10    |
| 4    | Alan Carter          | Yamaha     | 40.37.78 | 9       | 8     |
| 5    | Carlos Cardús        | Cobas      | 40.47.62 | 11      | 6     |
| 6    | Donnie McLeod        | Armstrong  | 40.55.66 | 24      | 5     |
| 7    | Luis Miguel Reyes    | Cobas      | 40.56.25 | 23      | 4     |
| 8    | Jean Foray           | Chevallier | 40.57.19 | 12      | 3     |
| 9    | Loris Reggiani       | Aprilia    | 40.58.41 | 10      | 2     |
| 10   | Thierry Rapicault    | Yamaha     | 41.14.64 | 21      | 1     |
| 11   | Reinhold Roth        | Yamaha     | 41.22.99 | 5       |       |
| 12   | Jean-Michel Mattioli | Yamaha     | 41.27.90 | 37      |       |
| 13   | Pierre Bolle         | Honda      | 41.28.37 | 16      |       |
| 14   | Constant Pittet      | Yamaha     | 41.29.93 | 43      |       |
| 15   | Edwin Weibel         | Yamaha     | 41.35.46 | 17      |       |
| 16   | Gary Noel            | EMC        | 41.45.82 | 22      |       |
| 17   | August Auinger       | Bartol     | 41.50.02 | 6       |       |
| 18   | Karl-Thomas Grässel  | Honda      | 41.51.37 | 39      |       |
| 19   | Jacques Cornu        | Honda      | 42.02.14 | 15      |       |
| 20   | Hans Becker          | Yamaha     | 42.04.94 | 34      |       |
| 21   | Geoff Fowler         | Yamaha     | 42.11.57 | 28      |       |
| 22   | Jean-François Baldé  | Pernod     | 42.18.52 | 19      |       |
| 23   | Antonio Garcia       | Cobas      | 42.25.37 | 36      |       |
| 24   | Siegfried Minich     | Yamaha     | 1 giro   | 33      |       |
| 25   | Andy Watts           | EMC        | 1 giro   | 20      |       |
| 26   | Harald Eckl          | Yamaha     | 1 giro   | 25      |       |
| 27   | Dominique Sarron     | Honda      | 1 giro   | 32      |       |
| 28   | Cees Doorakkers      | Honda      | 1 giro   | 44      |       |
| 29   | Konrad Hefele        | Yamaha     | 1 giro   | 38      |       |
| 30   | Hans Lindner         | Rotax      | 1 giro   | 13      |       |

### Ritirati
| Pilota                 | Moto      | Motivo | Griglia |
| ---------------------- | --------- | ------ | ------- |
| Carlos Lavado          | Yamaha    |        | 4       |
| Roland Freymond        | Yamaha    |        | 14      |
| Massimo Matteoni       | Honda     |        | 18      |
| Jean-Louis Guignabodet | Rotax     |        | 26      |
| René Delaby            | Rotax     |        | 27      |
| Juan Garriga           | Cobas     |        | 30      |
| Patrick Fernandez      | Cobas     |        | 31      |
| Jean-Luc Guillemet     | Yamaha    |        | 35      |
| Ivan Palazzese         | Yamaha    |        | 40      |
| Niall Mackenzie        | Armstrong |        | 41      |
| Michel Galbit          | Yamaha    |        | 42      |

### Non partiti
| Pilota          | Moto    | Motivo | Griglia |
| --------------- | ------- | ------ | ------- |
| Patrick Igoa    | Honda   |        | 29      |
| Fausto Ricci    | Honda   |        | 8       |
| Maurizio Vitali | Garelli |        | 7       |

## Classe 125
Prima vittoria nel motomondiale per il pilota austriaco August Auinger che ha preceduto gli italiani Fausto Gresini e Pier Paolo Bianchi. La classifica provvisoria vede Bianchi che precede Gresini.

### Arrivati al traguardo
| Pos. | Pilota             | Moto    | Tempo    | Griglia | Punti |
| ---- | ------------------ | ------- | -------- | ------- | ----- |
| 1    | August Auinger     | MBA     | 38.00.74 | 6       | 15    |
| 2    | Fausto Gresini     | Garelli | 38.13.63 | 4       | 12    |
| 3    | Pier Paolo Bianchi | MBA     | 38.13.79 | 1       | 10    |
| 4    | Domenico Brigaglia | MBA     | 38.14.49 | 14      | 8     |
| 5    | Alfred Waibel      | MBA     | 38.17.53 | 11      | 6     |
| 6    | Olivier Liégeois   | MBA     | 38.26.84 | 8       | 5     |
| 7    | Bruno Kneubühler   | MBA     | 38.40.50 | 2       | 4     |
| 8    | Esa Kytölä         | MBA     | 38.45.81 | 19      | 3     |
| 9    | Willy Hupperich    | MBA     | 38.51.28 | 31      | 2     |
| 10   | Johnny Wickström   | MBA     | 39.19.50 | 12      | 1     |
| 11   | Jussi Hautaniemi   | MBA     | 39.30.96 | 27      |       |
| 12   | Mike Leitner       | MBA     | 39.33.65 | 13      |       |
| 13   | Thierry Feuz       | MBA     | 39.41.74 | 9       |       |
| 14   | Willy Pérez        | MBA     | 39.54.57 | 17      |       |
| 15   | Wilhelm Lücke      | MBA     | 40.26.13 | 43      |       |
| 16   | Helmut Lichtenberg | MBA     | 40.28.25 | 32      |       |
| 17   | Håkan Olsson       | MBA     | 40.31.42 | 21      |       |
| 18   | Andrés Sánchez     | MBA     | 40.44.14 | 26      |       |
| 19   | Anton Straver      | MBA     | 40.44.63 | 22      |       |
| 20   | Michel Escudier    | MBA     | 40.45.26 | 33      |       |
| 21   | Robin Appleyard    | MBA     | 1 giro   | 28      |       |
| 22   | Jacky Hutteau      | MBA     | 1 giro   | 30      |       |
| 23   | Thomas Pedersen    | MBA     | 1 giro   | 34      |       |
| 24   | Franz Birrer       | MBA     | 1 giro   | 41      |       |
| 25   | Peter Sommer       | MBA     | 1 giro   | 36      |       |
| 26   | Peter Balaz        | MBA     | 1 giro   | 35      |       |
| 27   | Lars-Erik Kallesö  | MBA     | 1 giro   | 25      |       |

### Ritirati
| Pilota             | Moto    | Motivo | Griglia |
| ------------------ | ------- | ------ | ------- |
| Dirk Hafeneger     | MBA     |        | 10      |
| Ezio Gianola       | Garelli |        | 3       |
| Luca Cadalora      | MBA     |        | 5       |
| Jean-Claude Selini | MBA     |        | 7       |
| Lucio Pietroniro   | MBA     |        | 15      |
| Norbert Peschke    | MBA     |        | 16      |
| Alex Bedford       | MBA     |        | 18      |
| Giuseppe Ascareggi | MBA     |        | 20      |
| Boy van Erp        | MBA     |        | 23      |
| Ian McConnachie    | Krauser |        | 24      |
| Adolf Stadler      | MBA     |        | 29      |
| Karl Dauer         | MBA     |        | 37      |
| Ton Spek           | MBA     |        | 38      |
| Christoph Bürki    | MBA     |        | 39      |
| Beat Sidler        | MBA     |        | 40      |
| Fernando Gonzales  | MBA     |        | 42      |

## Classe 80
Prima vittoria stagionale per lo svizzero Stefan Dörflinger che, approfittando del ritiro del vincitore della prova precedente lo spagnolo Jorge Martínez, ottiene anche il primato provvisorio in classifica; alle sue spalle nel GP il tedesco Gerhard Waibel e l'austriaco Gerd Kafka.

### Arrivati al traguardo
| Pos. | Pilota              | Moto       | Tempo    | Griglia | Punti |
| ---- | ------------------- | ---------- | -------- | ------- | ----- |
| 1    | Stefan Dörflinger   | Krauser    | 31.23.76 | 1       | 15    |
| 2    | Gerhard Waibel      | Seel       | 31.32.79 | 6       | 12    |
| 3    | Gerd Kafka          | Seel       | 31.37.04 | 9       | 10    |
| 4    | Ian McConnachie     | Krauser    | 31.40.60 | 5       | 8     |
| 5    | Stefan Prein        | Huvo-Casal | 32.26.43 | 12      | 6     |
| 6    | Hans Spaan          | Huvo-Casal | 32.28.52 | 3       | 5     |
| 7    | Reinhard Koberstein | Seel       | 32.33.83 | 15      | 4     |
| 8    | Theo Timmer         | Huvo-Casal | 32.47.80 | 7       | 3     |
| 9    | Serge Julin         | Casal      | 33.00.46 | 27      | 2     |
| 10   | Richard Bay         | Maico      | 33.01.97 | 25      | 1     |
| 11   | Paul Rimmelzwaan    | Harmsen    | 33.05.15 | 11      |       |
| 12   | Bernd Rossbach      | Huvo-Casal | 33.13.20 | 17      |       |
| 13   | Jean-Marc Velay     | Casal      | 33.30.49 | 18      |       |
| 14   | Jos van Dongen      | Casal      | 33.34.13 | 28      |       |
| 15   | Hans Koopman        | Ziegler    | 33.38.76 | 20      |       |
| 16   | Günter Schirnhofer  | Krauser    | 33.40.19 | 13      |       |
| 17   | Giuliano Tabanelli  | BBFT       | 1 giro   | 24      |       |
| 18   | Bertus Grinwis      | Bultaco    | 1 giro   | 39      |       |
| 19   | Salvatore Milano    | Casal      | 1 giro   | 26      |       |
| 20   | Johan Auer          | Eberhardt  | 1 giro   | 34      |       |
| 21   | Reiner Koster       | Casal      | 1 giro   | 22      |       |
| 22   | Chris Baert         | Eberhardt  | 1 giro   | 36      |       |
| 23   | Thomas Engl         | Esch       | 1 giro   | 29      |       |
| 24   | Günter Maussner     | Casal      | 1 giro   | 38      |       |
| 25   | Bert Smit           | BZ         | 1 giro   | 30      |       |
| 26   | Zdravko Matulja     | Ziegler    | 1 giro   | 31      |       |
| 27   | Raimo Lipponen      | Imatra Sp. | 2 giri   | 40      |       |

### Ritirati
| Pilota             | Moto       | Motivo | Griglia |
| ------------------ | ---------- | ------ | ------- |
| Jorge Martínez     | Derbi      |        | 2       |
| Rainer Kunz        | Ziegler    |        | 8       |
| Henk van Kessel    | Huvo-Casal |        | 10      |
| Alojz Pavlič       | Seel       |        | 14      |
| Juan Ramón Bolart  | Autisa     |        | 16      |
| Michael Gschwander | Casal      |        | 19      |
| Domingo Gil Blanco | Autisa     |        | 21      |
| René Dünki         | Zündapp    |        | 32      |
| Joaquin Gali       | Derbi      |        | 33      |
| Stefan Kurfiss     | Siku       |        | 35      |
| Otto Machinek      | Om-Spezial |        | 37      |
| Aad Wijsman        | Harmsen    |        | 41      |

## Classe sidecar
La prima gara stagionale è condizionata dalla scelta delle gomme sulla pista umida; la vittoria va a Werner Schwärzel-Fritz Buck, davanti a Steve Webster-Tony Hewitt. Risultano invece non particolarmente competitivi i campioni in carica Egbert Streuer-Bernard Schnieders, che chiudono comunque al terzo posto, davanti a Rolf Biland-Kurt Waltisperg, anch'essi in difficoltà con gli pneumatici.
Per Schwärzel, campione del mondo 1982, questa è la prima vittoria dal 1978.

### Arrivati al traguardo (posizioni a punti)[5]
| Pos | Pilota               | Passeggero         | Moto       | Tempo    | Punti |
| --- | -------------------- | ------------------ | ---------- | -------- | ----- |
| 1   | Werner Schwärzel     | Fritz Buck         | LCR-Yamaha | 35'10"05 | 15    |
| 2   | Steve Webster        | Tony Hewitt        | LCR-Yamaha | 35'12"81 | 12    |
| 3   | Egbert Streuer       | Bernard Schnieders | LCR-Yamaha | 35'14"79 | 10    |
| 4   | Rolf Biland          | Kurt Waltisperg    | LCR-Yamaha | 35'23"30 | 8     |
| 5   | Alfred Zurbrügg      | Martin Zurbrügg    | LCR-Yamaha | 35'41"82 | 6     |
| 6   | Alain Michel         | Jean-Marc Fresc    | LCR-Yamaha | 35'49"71 | 5     |
| 7   | Hans Hügli           | Andreas Schütz     | LCR-Yamaha | 35'55"35 | 4     |
| 8   | Markus Egloff        | Urs Egloff         | LCR-Yamaha | 36'21"60 | 3     |
| 9   | Wolfgang Stropek     | Hans-Peter Demling | LCR-Yamaha |          | 2     |
| 10  | Hans-Rudi Christinat | Markus Fährni      | LCR-Yamaha |          | 1     |